# Hardox
Hardox ist seit 1974 eine geschützte Marke für Stahlprodukte des schwedischen Stahlproduzenten SSAB. Unter diesem Namen werden in erster Linie gewalzte verschleißfeste Quarto- und Bandbleche in verschiedenen Stärken und im kleineren Umfang auch Rundmaterial und Rohre vertrieben.

## Eigenschaften
Hardoxbleche sind gewalzte und durchgehärtete Bleche, die als verschleißfeste Stähle und Verschleißbleche hohe Festigkeit mit Härte und Zähigkeit verbinden. Hardox-Stähle können untereinander und mit anderen Stählen geschweißt, und mit den üblichen spanenden Bearbeitungsschritten geschnitten, gebohrt, gefräst, sowie geschliffen werden, setzen aber den Werkzeugen mit wachsendem Härtegrad einen stärkeren Widerstand entgegen. Bleche von Hardox 400, 450 und 500 können kaltverformt werden. Bis zu Hardox 500 hat der Stahl noch gute konstruktive Eigenschaften, die härteren Varianten sind mehr als aufgeschweißte Verschleißschutzplatten im Einsatz.
Die Eigenschaften der Hardox-Bleche werden hauptsächlich durch die Verarbeitung in thermomechanischen Verfahren und den Härtungs- und Anlassprozess geschaffen, sodass eine Erhitzung über 150° bei Bandblechen und 250 °C bei den stärkeren Quartoblechen bei der Bearbeitung vermieden werden muss, um die Eigenschaften zu erhalten, auch weitere Härtung durch Hitzebehandlung ist für das Material nicht vorgesehen. Als Mikrolegierungselemente sind kleine Mengen von Kohlenstoff, Mangan, Silicium, Chrom, Nickel, Molybdän und Bor enthalten. Hardox wird ab Werk mit einem rostbraunen Korrosionsschutz und aufgedrucktem Markennamen, Produzent und Stahlsorte geliefert.

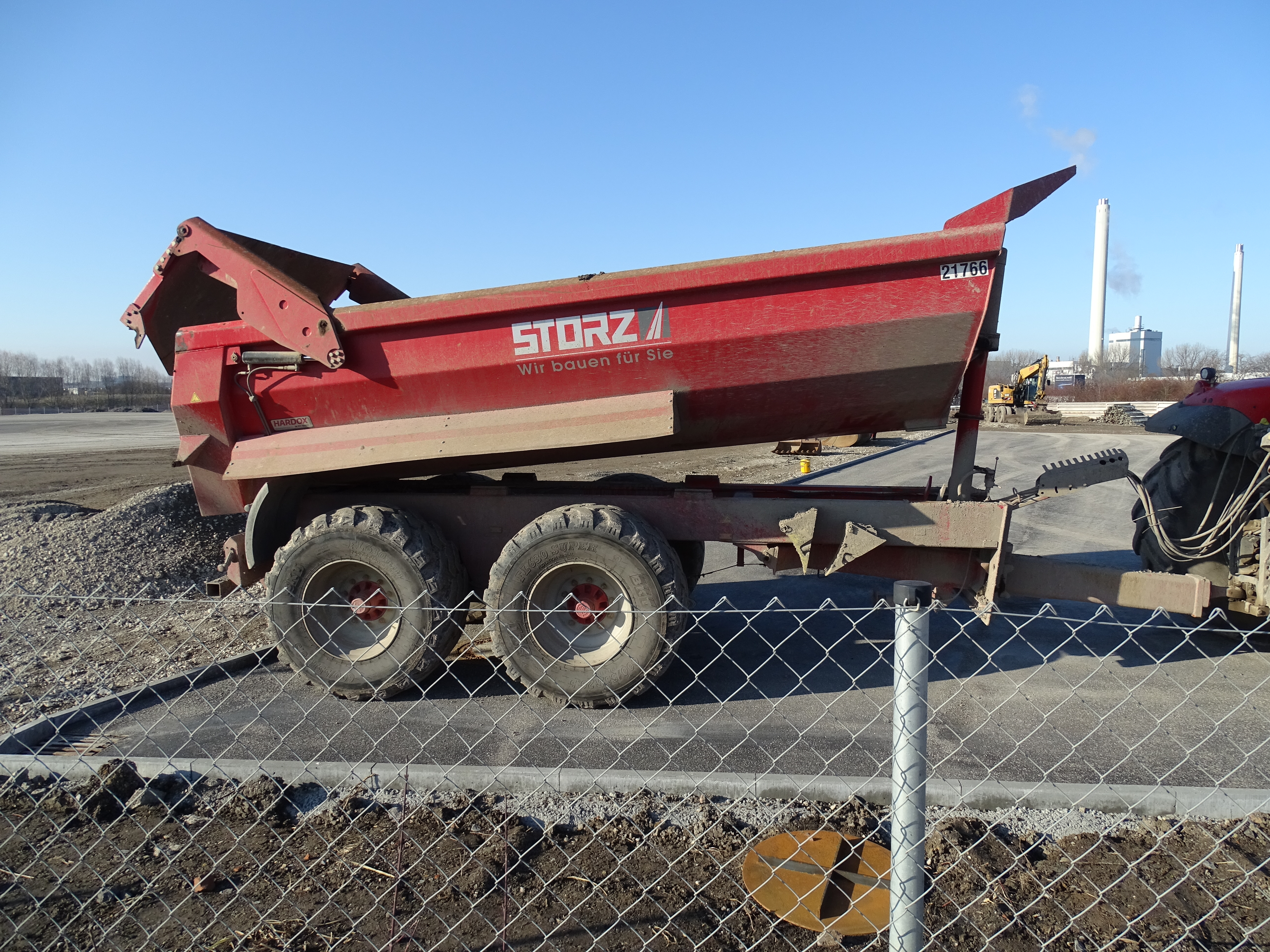
Kippmuldenanhänger aus Hardox

Die wichtigsten Qualitäten sind Hardox 400, Hardox 450, Hardox 500, Hardox 550 und Hardox 600, wobei die Zahl die nominale Brinell-Härte (HBW) angibt. Darüber hinaus gibt es noch spezielle Qualitäten für besondere Einsatzgebiete, z. B. mit Säureresistenz oder bei Einsatz unter Temperaturen von mehreren hundert Grad. Für den Einsatz als Verschleißblech im Glasrecycling wird Hardox Extreme angeboten, das auf 650–700 HBW gehärtet ist.

## Verwendung
Hardox wird vor allem im Bergbau, in der Landwirtschaft, im Baugewerbe, im Straßenbau und in Recyclingbetrieben sowie für gepanzerte Fahrzeuge eingesetzt. In Panzerungen aus Mehrlagenstahl können Lagen aus extrem gehärtetem, aber brüchigem Stahl mit Lagen aus dem weniger harten, aber zähen Hardox verschweißt werden. Die Materialeigenschaften sind für den Einsatz bei tiefen Temperaturen bis −40 °C getestet. Durch die Eigenschaften von Hardox erhöht sich die Lebensdauer von Kippmulden, Räumschilden, Baggerlöffeln, Transportschnecken und anderen Verschleißteilen. Beim Einsatz als Konstruktionsstahl kann durch die hohe Festigkeit eine deutliche Material- und Gewichtsersparnis gegenüber Baustahl erreicht werden, die den höheren Materialpreis durch Produktivitätssteigerung, höhere Nutzlast, weniger Energieeinsatz, weniger Wartungsaufwand, längere Standzeiten und mehr Zuverlässigkeit kompensiert.
Unternehmen, die Hardox verarbeiten und daraus gefertigte Produkte vertreiben, können über Vereinbarungen und Zertifizierung das Logo „Hardox® In My Body“ für ihre Produkte und die Produktwerbung verwenden.